# Chicago Bulls 2014-2015
La stagione 2014-15 dei Chicago Bulls fu la 49ª nella NBA per la franchigia.
I Chicago Bulls arrivarono secondi nella Central Division della Eastern Conference con un record di 50-32. Nei play-off vinsero al primo turno con i Milwaukee Bucks (4-2), perdendo poi la semifinale di conference con i Cleveland Cavaliers (4-2).

## Roster
| N° | Naz.                   | Ruolo | Sportivo         | Anno | Alt. | Peso |
| -- | ---------------------- | ----- | ---------------- | ---- | ---- | ---- |
| 0  | Stati Uniti (bandiera) | G     | Aaron Brooks     | 1985 | 183  | 73   |
| 1  | Stati Uniti (bandiera) | G     | Derrick Rose     | 1988 | 191  | 86   |
| 3  | Stati Uniti (bandiera) | A     | Doug McDermott   | 1992 | 203  | 102  |
| 12 | Stati Uniti (bandiera) | G     | Kirk Hinrich     | 1981 | 193  | 86   |
| 13 | Francia (bandiera)     | C     | Joakim Noah      | 1985 | 211  | 105  |
| 16 | Spagna (bandiera)      | A     | Pau Gasol        | 1980 | 213  | 103  |
| 20 | Stati Uniti (bandiera) | G     | Tony Snell       | 1991 | 201  | 91   |
| 21 | Stati Uniti (bandiera) | A     | Jimmy Butler     | 1989 | 201  | 101  |
| 22 | Stati Uniti (bandiera) | A     | Taj Gibson       | 1985 | 206  | 102  |
| 34 | Stati Uniti (bandiera) | A     | Mike Dunleavy    | 1980 | 206  | 100  |
| 41 | Australia (bandiera)   | A     | Cameron Bairstow | 1990 | 206  | 113  |
| 44 | Montenegro (bandiera)  | A     | Nikola Mirotić   | 1991 | 208  | 100  |
| 48 | Stati Uniti (bandiera) | C     | Nazr Mohammed    | 1977 | 208  | 100  |
| 55 | Stati Uniti (bandiera) | G     | E'Twaun Moore    | 1989 | 193  | 87   |

### Staff tecnico
- Allenatore: Tom Thibodeau
- Vice-allenatori: Andy Greer, Adrian Griffin, Ed Pinckney, Mike Wilhelm
- Preparatore atletico: Fred Tedeschi
- Assistente preparatore: Jeff Tanaka